# Torbay, Western Australia
Torbay är en del av en befolkad plats i Australien. Den ligger i kommunen Albany och delstaten Western Australia, omkring 380 kilometer sydost om delstatshuvudstaden Perth.
Närmaste större samhälle är Albany, omkring 20 kilometer öster om Torbay. 
I omgivningarna runt Torbay växer huvudsakligen savannskog. Runt Torbay är det mycket glesbefolkat, med 3 invånare per kvadratkilometer. Genomsnittlig årsnederbörd är 1 017 millimeter. Den regnigaste månaden är juni, med i genomsnitt 147 mm nederbörd, och den torraste är februari, med 22 mm nederbörd.